# Ngành Rêu tản
Ngành Rêu tản, hay còn gọi là ngành Địa tiền (danh pháp khoa học Marchantiophyta /mɑːrˌkæntiˈɒfɪtə/ ⓘ) là một đơn vị phân loại thực vật trên cạn thuộc nhóm rêu không mạch. Giống như các nhóm rêu khác, chúng có vòng đời chủ yếu là thể giao tử, trong đó các tế bào của chúng chỉ mang một bộ thông tin di truyền.
Ước tính có khoảng 9.000 loài rêu tản, ít chất 85% các loài thuộc nhóm rêu tản lá. Chúng phân bổ toàn cầu trong gần như mọi môi trường sống, nhưng phần lớn thường là những nơi ẩm ướt, mặc dù có những loài sinh sống ở hoang mạc và ven Bắc cực. Một số loài gây phiền toái trong các nhà kính có bóng râm hay bị coi là cỏ dại trong vườn.
Tuy nhiên, một vài loài có thể che phủ các vệt đất, đá, cây lớn hay bất kỳ chất nền có độ ổn định hợp lý khác mà trên đó chúng xuất hiện.

## Đặc trưng

### Mô tả
Rêu tản thông thường nhỏ, chỉ rộng 2–20 milimét (0,08–0,8 in); với các cây riêng lẻ cao không quá 10 xentimét (4 in), và vì thế thường không được để ý tới. Một số loài quen thuộc nhất bao gồm một cấu trúc dẹp, mọc sát mặt chất nền, giống như dải ruy băng hoặc phân nhánh, gọi là tản (thể dạng lá); chúng được gọi là địa tiền tản/rêu tản. Tuy nhiên, phần lớn các loài lại tạo ra các thân dẹp với các vảy hay lá xếp chồng thành từ 2 tầng trở lên, với tầng giữa khác biệt rõ nét với các tầng ngoài; chúng được gọi là địa tiền lá hay địa tiền vảy, với hình dáng rất giống như rêu thật. Các loài có lá có thể phân biệt với rêu thật tương tự về bề ngoài trên cơ sở một số đặc trưng, như các rễ giả một tế bào của chúng. Địa tiền lá cũng khác với phần lớn rêu thật ở chỗ các lá của chúng không bao giờ có gân lá (có ở nhiều loài rêu thật) và có thể có lông mao ở mép lá (rất hiếm thấy ở rêu thật). Các khác biệt khác là không phổ quát đối với mọi loài rêu thật và rêu tản, nhưng sự thiếu thân và lá phân hóa rõ ràng ở các loài dạng tản hoặc sự hiện diện của các lá sắp xếp thành 3 tầng, các thùy xẻ sâu hay các lá có đốt ở các loài dạng lá; tất cả đều chỉ ra rằng thực vật dạng rêu đang được xem xét là loài rêu tản.

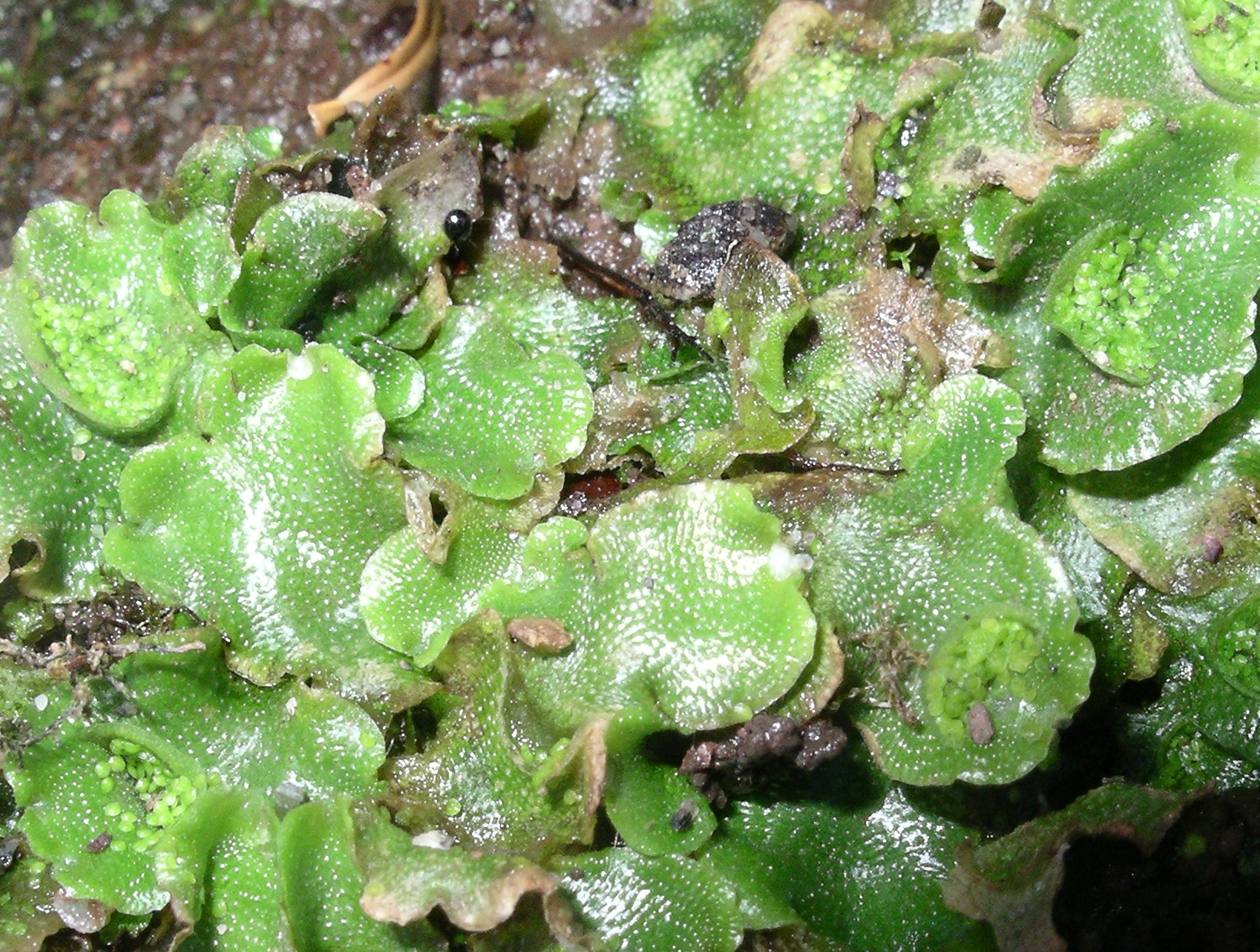
Loài địa tiền tản Lunularia cruciata.

Không giống như bất kỳ loài thực vật có phôi khác, phần lớn các loài địa tiền chứa thể dầu liên kết màng độc nhất chứa các isoprenoid trong ít nhất là một vài tế bào của chúng, các giọt nhỏ lipid trong tế bào chất của tất cả các loài thực vật khác đều không được bao quanh. Sự tương tự bề ngoài tổng thể của một số loài rêu thật và địa tiền lá nghĩa là sự xác nhận trong nhận dạng của một số nhóm chỉ có thể được thực hiện với độ chắc chắn với sự trợ giúp của kính hiển vi hoặc bởi các nhà rêu học giàu kinh nghiệm.
Địa tiền có vòng đời chủ yếu là thể giao tử, với thể bào tử phụ thuộc vào thể giao tử cha mẹ. Các tế bào trong cây địa tiền điển hình chỉ chứa một bộ thông tin di truyền, vì thế các tế bào của cây là đơn bội trong phần lớn vòng đời của nó. Điều này tương phản rõ nét với mô hình thể hiện ở gần như mọi loài động vật và phần lớn các loài thực vật khác. Trong các loài thực vật có hạt thân thuộc hơn thì thế hệ đơn bội được thể hiện dưới dạng các hạt phấn và noãn nhỏ bé, trong khi thế hệ lưỡng bội là các cây gỗ, cây thảo hay dây leo thân thuộc. Đặc trưng bất thường khác của vòng đời địa tiền là các thể bào tử (nghĩa là các thể lưỡng bội) có thời gian sống ngắn ngủi, chết đi không lâu sau khi giải phóng bào tử.

### Vòng đời

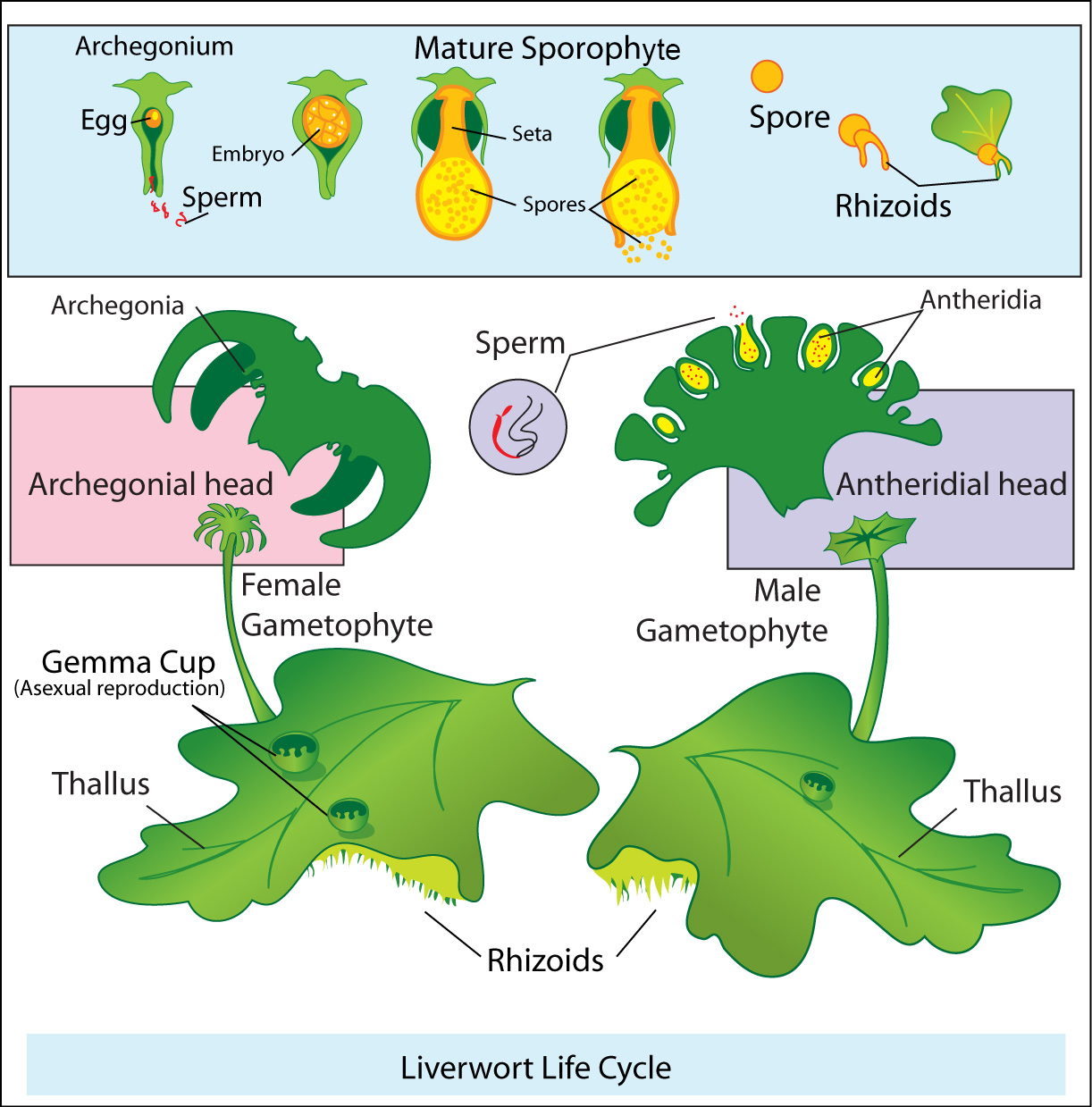
Vòng đời hữu tính của rêu tản tương tự Marchantia.

Vòng đời của địa tiền bắt đầu từ sự nảy mầm của bào tử đơn bội để sinh ra thể nguyên tơ, trông hoặc là giống như một khối các sợi giống như sợi chỉ hoặc là một tản dẹp. Thể nguyên tơ là giai đoạn chuyển tiếp trong vòng đời địa tiền, từ đó phát triển thành thể giao tử thuần thục ("vật sinh giao tử") để tạo ra các cơ quan sinh dục. Cơ quan sinh dục đực là túi giao tử đực (antheridium, antheridia), nơi sinh ra các tế bào tinh trùng. Cụm các túi giao tử đực được bao quanh bởi một lớp các tế bào bảo vệ gọi là bao đực (perigonium, perigonia). Cơ quan sinh dục cái là túi giao tử cái (archegonium, archegonia) và được bảo vệ bằng tổng bao cái mỏng xung quanh (perichaetum, perichaeta). Mỗi túi giao tử cái có một ống rỗng thanh mảnh, gọi là cổ, nơi tinh trùng bơi xuống để tiếp cận tế bào trứng.
Địa tiền có thể là đơn tính khác thể giao tử (so sánh với đơn tính khác gốc ở thực vật có hạt) hoặc đơn tính cùng thể giao tử (so sánh với đơn tính cùng gốc ở thực vật có hạt). Ở địa tiền đơn tính khác thể giao tử thì các cơ quan sinh dục đực và cái được sinh ra trên các cây thể giao tử khác nhau. Ở địa tiền đơn tính cùng thể giao tử thì các cơ quan sinh dục đực và cái được sinh ra trên các nhánh khác nhau của cùng một cây thể giao tử.
Trong cả hai trường hợp thì tinh trùng phải di chuyển từ túi giao tử đực, nơi chúng sinh ra, để tới túi giao tử cái, nơi trứng được lưu giữ. Tinh trùng của địa tiền hai tiên mao, nghĩa là có 2 lông roi giống như đuôi, cho phép chúng bơi qua một khoảng cách ngắn, miễn là ít nhất có một màng mỏng chứa nước. Hành trình của chúng có thể được trợ giúp bởi các giọt nước bắn vào làm chúng tung tóe ra. Năm 2008, các nhà nghiên cứu Nhật Bản phát hiện ra rằng một số loài địa tiền có khả năng bắn nước chứa tinh trùng của chúng lên cao tới 15 cm vào không gian, cho phép chúng thụ tinh cho các cây địa tiền cái mọc xa cây đực gần nhất tới trên 1 m.
Khi tinh trùng chui qua bụng túi giao tử cái thì diễn ra sự thụ tinh, dẫn tới sự sản sinh ra một thể bào tử lưỡng bội. Sau khi thụ tinh thì thể bào tử chưa thuần thục trong túi giao tử cái phát triển 3 bộ phận khác biệt là:
(1) một chân để neo giữ thể bào tử tại chỗ và nhận chất dinh dưỡng từ cây "mẹ",
(2) một nang hình cầu hay elipxoit, bên trong đó các bào tử sẽ được tạo ra để phát tán ra ngoài,
(3) một tơ cứng (cuống) nằm giữa 2 bộ phận kia và nối chúng với nhau.
Khi thể bào tử đã phát triển cả ba bộ phận này thì tơ cứng thuôn dài ra, đẩy nó ra ngoài túi giao tử cái và ngắt đứt nó. Trong khi chân vẫn còn neo bên trong cây mẹ thì nang bị tơ cứng đẩy ra ngoài và ngắt khỏi cây mẹ để tung vào không khí. Bên trong nang, các tế bào phân chia để tạo ra cả các tế bào đàn hồi và các tế bào tạo bào tử. Các tế bào đàn hồi là giống như lò xo và sẽ đẩy để mở vách nang để phát tán chúng khi nang nổ tung. Các tế bào tạo bào tử sẽ trải qua phân bào giảm nhiễm để tạo ra các bào tử đơn bội để phát tán, và sau thời điểm đó thì một vòng đời mới lại có thể bắt đầu.

#### Sinh sản vô tính
Một số loài địa tiền có khả năng sinh sản vô tính; ở rêu nói chung "gần như là sự thật khi nói rằng sinh sản sinh dưỡng là quy tắc chứ không phải là ngoại lệ". Chẳng hạn, ở Riccia, khi các phần già của tản hình chĩa chết đi, thì các chóp non sẽ tách ra thành các cá thể mới.
Một số loài địa tiền tản (rêu tản) như Marchantia polymorpha và Lunularia cruciata sinh ra các truyền thể (gemma) hình đĩa nhỏ trong các chén nông. Các truyền thể của Marchantia có thể phát tán xa tới 120 cm nhờ nước mưa bắn vào trong chén. Ở Metzgeria, các truyền thể mọc ở mép tản. Marchantia polymorpha là cỏ dại phổ biến trong các nhà kính, thường che phủ toàn bộ bề mặt vật chứa;:230 phát tán truyền thể là "cơ chế chủ yếu mà theo đó địa tiền loang rộng trong vườn ươm hay nhà kính.":231

## Sinh thái học
Ngày nay, rêu tản có thể được tìm thấy trong nhiều hệ sinh thái trên Trái Đất ngoại trừ biển, các môi trường cực kỳ khô hạn, và nơi đón nhận lượng bức xạ mặt trời cao. Như hầu hết các nhóm thực vật còn sinh tồn, chúng sống phổ biến nhất (về số lượng và số loài) trong các khu vực nhiệt đới ẩm. Rêu tản được tìm thấy rất phổ biến trong các vùng có bóng râm trung bình đến cao, mặc dù các loài sống ở sa mạc có thể chịu đựng được ánh sáng mặt trời trực tiếp và các giai đoạn khô hạn.

## Phân loại

### Quan hệ với các nhóm thực vật khác
Về truyền thống, rêu tản từng được nhóm vào cùng với các loài rêu khác (rêu thật và rêu sừng) trong ngành Rêu (Bryophyta), trong đó rêu tản được xếp thành lớp Hepaticae (cũng được gọi là Marchantiopsida). Tuy nhiên, kiểu gộp nhóm này làm cho Bryophyta trở thành cận ngành và rêu tản hiện được xếp thành một ngành riêng. Việc sử dụng tên gọi ngành Bryophyta sensu lato vẫn còn xuất hiện trong một số văn liệu, nhưng tên gọi Bryophyta hiện nay được dùng hạn chế hơn trong ngữ cảnh chỉ đề cập đến ngành Rêu thật.
Một lý do khác khiến rêu tản hiện được xếp thành một ngành riêng là người ta cho rằng nó có thể đã tách ra từ các thực vật có phôi khác vào thời kỳ đầu trong sự tiến hóa của chúng. Bằng chứng mạnh nhất để hỗ trợ quan điểm này là rêu tản là nhóm thực vật trên cạn còn sống duy nhất không có khí khổng (lỗ thở) trong các thế hệ bào tử. Trong số các hóa thạch sớm nhất được coi là rêu tản là hóa thạch nén của Pallaviciniites trong tầng Devon thượng ở New York. Các hóa thạch này tương tự với các loài hiện đại trong bộ Metzgeriales. Hóa thạch Devon khác được gọi là Protosalvinia cũng nhìn giống như rêu tản, nhưng quan hệ của nó với các loài thực vật khác vẫn chưa rõ ràng, vì vậy nó có thể không thuộc ngành Marchantiophyta. Năm 2007, hóa thạch cổ nhất được xếp vào rêu tản đã được công bố, Metzgeriothallus sharonae trong tầng Givet (Devon giữa) ở New York, Hoa Kỳ. Tuy nhiên, năm 2010, năm loại khác nhau của bào tử rêu tản hóa thạch đã được phát hiện ở Argentina, được định tuổi trước Ordovic giữa, khoảng 472 triệu năm trước.

### Phân loại nội bộ
Các nhà rêu học phân loại rêu tản thành ngành Marchantiophyta. Tên gọi ngành này dựa trên tên của chi được công nhận nhiều nhất trên toàn cầu Marchantia. Ngoài tên gọi phân loại này, rêu tản còn được gọi là Hepaticophyta, tên gọi này bắt nguồn từ tên gọi thông thường của nó trong tiếng Latinh khi các nhà thực vật học công bố mô tả các loài bằng tiếng Latinh. Tên gọi này cũng gây một chút nhầm lẫn, một phần là do tạo ra cảm giác dường như nó là đơn vị phân loại dựa trên tên chi Hepatica - một nhóm thực vật có hoa trong họ Ranunculaceae. Thêm vào đó, tên Hepaticophyta thường bị phát âm nhầm trong các sách thành Hepatophyta, gây thêm sự nhầm lẫn.
Mặc dù không có đồng thuận giữa các nhà rêu học về việc phân loại rêu tản trên cấp độ họ, nhưng Marchantiophyta có thể được chia thành 3 lớp:
- Jungermanniopsida: Bao gồm các bộ Metzgeriales và Jungermanniales.
- Marchantiopsida: Bao gồm 3 bộ Marchantiales, Sphaerocarpales, và Blasiales (trước đây được xếp vào Metzgeriales).[36][40] Nó cũng bao gồm một chi chưa rõ ràng Monoclea, đôi khi được xếp thành một bộ riêng Monocleales.[41]
- Haplomitriopsida: Được công nhận năm 2007 như là nhóm cơ sở chị em với các nhóm rêu tản còn lại;[39] gồm 3 chi Haplomitrium, Treubia, và Apotreubia.

Phân loại cập nhật theo Söderström et al. (2016)
- Marchantiophyta Stotler & Crandall-Stotler, 2000
  - Haplomitriopsida Stotler & Crandall-Stotler, 1977
    - Haplomitriales Hamlin 1972
    - Treubiales Schljakov 1972

  - Marchantiopsida Cronquist, Takhtajan & Zimmermann, 1966
    - Blasiidae He-Nygrén et al., 2006
      - Blasiales Stotler & Crandall-Stotler, 2000

    - Marchantiidae Engler, 1893 sensu He-Nygrén et al., 2006
      - Neohodgsoniales Long, 2006
      - Sphaerocarpales Cavers, 1910
      - Lunulariales Long, 2006
      - Marchantiales Limpricht, 1877

  - Jungermanniopsida Stotler & Crandall-Stotler, 1977
    - Pelliidae He-Nygrén et al., 2006
      - Pelliales He-Nygrén et al., 2006
      - Pallaviciniales Frey & Stech, 2005
      - Fossombroniales Schljakov, 1972

    - Metzgeriidae Bartholomew-Began, 1990
      - Pleuroziales Schljakov, 1972
      - Metzgeriales Chalaud, 1930

    - Jungermanniidae Engler, 1893
      - Porellales Schljakov, 1972
      - Ptilidiales Schljakov, 1972
      - Jungermanniales von Klinggräff, 1858

## Phát sinh chủng loài
| Haplomitriopsida | \| \| Haplomitriales \| \| \| \| \| \| Treubiales \| \| \| \| |
|                  | \| \| Haplomitriales \| \| \| \| \| \| Treubiales \| \| \| \| |
|                  | Haplomitriales                                                |
|                  |                                                               |
|                  | Treubiales                                                    |
|                  |                                                               |

|  | Haplomitriales |
|  |                |
|  | Treubiales     |
|  |                |

|  | Sphaerocarpales                                                |
|  |                                                                |
|  | \| \| Lunulariales \| \| \| \| \| \| Marchantiales \| \| \| \| |
|  |                                                                |
|  | Lunulariales                                                   |
|  |                                                                |
|  | Marchantiales                                                  |
|  |                                                                |

|  | Lunulariales  |
|  |               |
|  | Marchantiales |
|  |               |

|  | Sphaerocarpales                                                |
|  |                                                                |
|  | \| \| Lunulariales \| \| \| \| \| \| Marchantiales \| \| \| \| |
|  |                                                                |
|  | Lunulariales                                                   |
|  |                                                                |
|  | Marchantiales                                                  |
|  |                                                                |

|  | Lunulariales  |
|  |               |
|  | Marchantiales |
|  |               |

|  | Sphaerocarpales                                                |
|  |                                                                |
|  | \| \| Lunulariales \| \| \| \| \| \| Marchantiales \| \| \| \| |
|  |                                                                |
|  | Lunulariales                                                   |
|  |                                                                |
|  | Marchantiales                                                  |
|  |                                                                |

|  | Lunulariales  |
|  |               |
|  | Marchantiales |
|  |               |

|  | Sphaerocarpales                                                |
|  |                                                                |
|  | \| \| Lunulariales \| \| \| \| \| \| Marchantiales \| \| \| \| |
|  |                                                                |
|  | Lunulariales                                                   |
|  |                                                                |
|  | Marchantiales                                                  |
|  |                                                                |

|  | Lunulariales  |
|  |               |
|  | Marchantiales |
|  |               |

|  | Pelliales                                                           |
|  |                                                                     |
|  | \| \| Pallaviciniales \| \| \| \| \| \| Fossombroniales \| \| \| \| |
|  |                                                                     |
|  | Pallaviciniales                                                     |
|  |                                                                     |
|  | Fossombroniales                                                     |
|  |                                                                     |

|  | Pallaviciniales |
|  |                 |
|  | Fossombroniales |
|  |                 |

|  | Porellales                                                      |
|  |                                                                 |
|  | \| \| Ptilidiales \| \| \| \| \| \| Jungermanniales \| \| \| \| |
|  |                                                                 |
|  | Ptilidiales                                                     |
|  |                                                                 |
|  | Jungermanniales                                                 |
|  |                                                                 |

|  | Ptilidiales     |
|  |                 |
|  | Jungermanniales |
|  |                 |

|  | Metzgeriales |
|  |              |
|  | Pleuroziales |
|  |              |

|  | Porellales                                                      |
|  |                                                                 |
|  | \| \| Ptilidiales \| \| \| \| \| \| Jungermanniales \| \| \| \| |
|  |                                                                 |
|  | Ptilidiales                                                     |
|  |                                                                 |
|  | Jungermanniales                                                 |
|  |                                                                 |

|  | Ptilidiales     |
|  |                 |
|  | Jungermanniales |
|  |                 |

|  | Metzgeriales |
|  |              |
|  | Pleuroziales |
|  |              |

|  | Pelliales                                                           |
|  |                                                                     |
|  | \| \| Pallaviciniales \| \| \| \| \| \| Fossombroniales \| \| \| \| |
|  |                                                                     |
|  | Pallaviciniales                                                     |
|  |                                                                     |
|  | Fossombroniales                                                     |
|  |                                                                     |

|  | Pallaviciniales |
|  |                 |
|  | Fossombroniales |
|  |                 |

|  | Porellales                                                      |
|  |                                                                 |
|  | \| \| Ptilidiales \| \| \| \| \| \| Jungermanniales \| \| \| \| |
|  |                                                                 |
|  | Ptilidiales                                                     |
|  |                                                                 |
|  | Jungermanniales                                                 |
|  |                                                                 |

|  | Ptilidiales     |
|  |                 |
|  | Jungermanniales |
|  |                 |

|  | Metzgeriales |
|  |              |
|  | Pleuroziales |
|  |              |

|  | Porellales                                                      |
|  |                                                                 |
|  | \| \| Ptilidiales \| \| \| \| \| \| Jungermanniales \| \| \| \| |
|  |                                                                 |
|  | Ptilidiales                                                     |
|  |                                                                 |
|  | Jungermanniales                                                 |
|  |                                                                 |

|  | Ptilidiales     |
|  |                 |
|  | Jungermanniales |
|  |                 |

|  | Metzgeriales |
|  |              |
|  | Pleuroziales |
|  |              |

|  | Sphaerocarpales                                                |
|  |                                                                |
|  | \| \| Lunulariales \| \| \| \| \| \| Marchantiales \| \| \| \| |
|  |                                                                |
|  | Lunulariales                                                   |
|  |                                                                |
|  | Marchantiales                                                  |
|  |                                                                |

|  | Lunulariales  |
|  |               |
|  | Marchantiales |
|  |               |

|  | Sphaerocarpales                                                |
|  |                                                                |
|  | \| \| Lunulariales \| \| \| \| \| \| Marchantiales \| \| \| \| |
|  |                                                                |
|  | Lunulariales                                                   |
|  |                                                                |
|  | Marchantiales                                                  |
|  |                                                                |

|  | Lunulariales  |
|  |               |
|  | Marchantiales |
|  |               |

|  | Sphaerocarpales                                                |
|  |                                                                |
|  | \| \| Lunulariales \| \| \| \| \| \| Marchantiales \| \| \| \| |
|  |                                                                |
|  | Lunulariales                                                   |
|  |                                                                |
|  | Marchantiales                                                  |
|  |                                                                |

|  | Lunulariales  |
|  |               |
|  | Marchantiales |
|  |               |

|  | Sphaerocarpales                                                |
|  |                                                                |
|  | \| \| Lunulariales \| \| \| \| \| \| Marchantiales \| \| \| \| |
|  |                                                                |
|  | Lunulariales                                                   |
|  |                                                                |
|  | Marchantiales                                                  |
|  |                                                                |

|  | Lunulariales  |
|  |               |
|  | Marchantiales |
|  |               |

|  | Pelliales                                                           |
|  |                                                                     |
|  | \| \| Pallaviciniales \| \| \| \| \| \| Fossombroniales \| \| \| \| |
|  |                                                                     |
|  | Pallaviciniales                                                     |
|  |                                                                     |
|  | Fossombroniales                                                     |
|  |                                                                     |

|  | Pallaviciniales |
|  |                 |
|  | Fossombroniales |
|  |                 |

|  | Porellales                                                      |
|  |                                                                 |
|  | \| \| Ptilidiales \| \| \| \| \| \| Jungermanniales \| \| \| \| |
|  |                                                                 |
|  | Ptilidiales                                                     |
|  |                                                                 |
|  | Jungermanniales                                                 |
|  |                                                                 |

|  | Ptilidiales     |
|  |                 |
|  | Jungermanniales |
|  |                 |

|  | Metzgeriales |
|  |              |
|  | Pleuroziales |
|  |              |

|  | Porellales                                                      |
|  |                                                                 |
|  | \| \| Ptilidiales \| \| \| \| \| \| Jungermanniales \| \| \| \| |
|  |                                                                 |
|  | Ptilidiales                                                     |
|  |                                                                 |
|  | Jungermanniales                                                 |
|  |                                                                 |

|  | Ptilidiales     |
|  |                 |
|  | Jungermanniales |
|  |                 |

|  | Metzgeriales |
|  |              |
|  | Pleuroziales |
|  |              |

|  | Pelliales                                                           |
|  |                                                                     |
|  | \| \| Pallaviciniales \| \| \| \| \| \| Fossombroniales \| \| \| \| |
|  |                                                                     |
|  | Pallaviciniales                                                     |
|  |                                                                     |
|  | Fossombroniales                                                     |
|  |                                                                     |

|  | Pallaviciniales |
|  |                 |
|  | Fossombroniales |
|  |                 |

|  | Porellales                                                      |
|  |                                                                 |
|  | \| \| Ptilidiales \| \| \| \| \| \| Jungermanniales \| \| \| \| |
|  |                                                                 |
|  | Ptilidiales                                                     |
|  |                                                                 |
|  | Jungermanniales                                                 |
|  |                                                                 |

|  | Ptilidiales     |
|  |                 |
|  | Jungermanniales |
|  |                 |

|  | Metzgeriales |
|  |              |
|  | Pleuroziales |
|  |              |

|  | Porellales                                                      |
|  |                                                                 |
|  | \| \| Ptilidiales \| \| \| \| \| \| Jungermanniales \| \| \| \| |
|  |                                                                 |
|  | Ptilidiales                                                     |
|  |                                                                 |
|  | Jungermanniales                                                 |
|  |                                                                 |

|  | Ptilidiales     |
|  |                 |
|  | Jungermanniales |
|  |                 |

|  | Metzgeriales |
|  |              |
|  | Pleuroziales |
|  |              |

| Haplomitriopsida | \| \| Haplomitriales \| \| \| \| \| \| Treubiales \| \| \| \| |
|                  | \| \| Haplomitriales \| \| \| \| \| \| Treubiales \| \| \| \| |
|                  | Haplomitriales                                                |
|                  |                                                               |
|                  | Treubiales                                                    |
|                  |                                                               |

|  | Haplomitriales |
|  |                |
|  | Treubiales     |
|  |                |

|  | Sphaerocarpales                                                |
|  |                                                                |
|  | \| \| Lunulariales \| \| \| \| \| \| Marchantiales \| \| \| \| |
|  |                                                                |
|  | Lunulariales                                                   |
|  |                                                                |
|  | Marchantiales                                                  |
|  |                                                                |

|  | Lunulariales  |
|  |               |
|  | Marchantiales |
|  |               |

|  | Sphaerocarpales                                                |
|  |                                                                |
|  | \| \| Lunulariales \| \| \| \| \| \| Marchantiales \| \| \| \| |
|  |                                                                |
|  | Lunulariales                                                   |
|  |                                                                |
|  | Marchantiales                                                  |
|  |                                                                |

|  | Lunulariales  |
|  |               |
|  | Marchantiales |
|  |               |

|  | Sphaerocarpales                                                |
|  |                                                                |
|  | \| \| Lunulariales \| \| \| \| \| \| Marchantiales \| \| \| \| |
|  |                                                                |
|  | Lunulariales                                                   |
|  |                                                                |
|  | Marchantiales                                                  |
|  |                                                                |

|  | Lunulariales  |
|  |               |
|  | Marchantiales |
|  |               |

|  | Sphaerocarpales                                                |
|  |                                                                |
|  | \| \| Lunulariales \| \| \| \| \| \| Marchantiales \| \| \| \| |
|  |                                                                |
|  | Lunulariales                                                   |
|  |                                                                |
|  | Marchantiales                                                  |
|  |                                                                |

|  | Lunulariales  |
|  |               |
|  | Marchantiales |
|  |               |

|  | Pelliales                                                           |
|  |                                                                     |
|  | \| \| Pallaviciniales \| \| \| \| \| \| Fossombroniales \| \| \| \| |
|  |                                                                     |
|  | Pallaviciniales                                                     |
|  |                                                                     |
|  | Fossombroniales                                                     |
|  |                                                                     |

|  | Pallaviciniales |
|  |                 |
|  | Fossombroniales |
|  |                 |

|  | Porellales                                                      |
|  |                                                                 |
|  | \| \| Ptilidiales \| \| \| \| \| \| Jungermanniales \| \| \| \| |
|  |                                                                 |
|  | Ptilidiales                                                     |
|  |                                                                 |
|  | Jungermanniales                                                 |
|  |                                                                 |

|  | Ptilidiales     |
|  |                 |
|  | Jungermanniales |
|  |                 |

|  | Metzgeriales |
|  |              |
|  | Pleuroziales |
|  |              |

|  | Porellales                                                      |
|  |                                                                 |
|  | \| \| Ptilidiales \| \| \| \| \| \| Jungermanniales \| \| \| \| |
|  |                                                                 |
|  | Ptilidiales                                                     |
|  |                                                                 |
|  | Jungermanniales                                                 |
|  |                                                                 |

|  | Ptilidiales     |
|  |                 |
|  | Jungermanniales |
|  |                 |

|  | Metzgeriales |
|  |              |
|  | Pleuroziales |
|  |              |

|  | Pelliales                                                           |
|  |                                                                     |
|  | \| \| Pallaviciniales \| \| \| \| \| \| Fossombroniales \| \| \| \| |
|  |                                                                     |
|  | Pallaviciniales                                                     |
|  |                                                                     |
|  | Fossombroniales                                                     |
|  |                                                                     |

|  | Pallaviciniales |
|  |                 |
|  | Fossombroniales |
|  |                 |

|  | Porellales                                                      |
|  |                                                                 |
|  | \| \| Ptilidiales \| \| \| \| \| \| Jungermanniales \| \| \| \| |
|  |                                                                 |
|  | Ptilidiales                                                     |
|  |                                                                 |
|  | Jungermanniales                                                 |
|  |                                                                 |

|  | Ptilidiales     |
|  |                 |
|  | Jungermanniales |
|  |                 |

|  | Metzgeriales |
|  |              |
|  | Pleuroziales |
|  |              |

|  | Porellales                                                      |
|  |                                                                 |
|  | \| \| Ptilidiales \| \| \| \| \| \| Jungermanniales \| \| \| \| |
|  |                                                                 |
|  | Ptilidiales                                                     |
|  |                                                                 |
|  | Jungermanniales                                                 |
|  |                                                                 |

|  | Ptilidiales     |
|  |                 |
|  | Jungermanniales |
|  |                 |

|  | Metzgeriales |
|  |              |
|  | Pleuroziales |
|  |              |

|  | Sphaerocarpales                                                |
|  |                                                                |
|  | \| \| Lunulariales \| \| \| \| \| \| Marchantiales \| \| \| \| |
|  |                                                                |
|  | Lunulariales                                                   |
|  |                                                                |
|  | Marchantiales                                                  |
|  |                                                                |

|  | Lunulariales  |
|  |               |
|  | Marchantiales |
|  |               |

|  | Sphaerocarpales                                                |
|  |                                                                |
|  | \| \| Lunulariales \| \| \| \| \| \| Marchantiales \| \| \| \| |
|  |                                                                |
|  | Lunulariales                                                   |
|  |                                                                |
|  | Marchantiales                                                  |
|  |                                                                |

|  | Lunulariales  |
|  |               |
|  | Marchantiales |
|  |               |

|  | Sphaerocarpales                                                |
|  |                                                                |
|  | \| \| Lunulariales \| \| \| \| \| \| Marchantiales \| \| \| \| |
|  |                                                                |
|  | Lunulariales                                                   |
|  |                                                                |
|  | Marchantiales                                                  |
|  |                                                                |

|  | Lunulariales  |
|  |               |
|  | Marchantiales |
|  |               |

|  | Sphaerocarpales                                                |
|  |                                                                |
|  | \| \| Lunulariales \| \| \| \| \| \| Marchantiales \| \| \| \| |
|  |                                                                |
|  | Lunulariales                                                   |
|  |                                                                |
|  | Marchantiales                                                  |
|  |                                                                |

|  | Lunulariales  |
|  |               |
|  | Marchantiales |
|  |               |

|  | Pelliales                                                           |
|  |                                                                     |
|  | \| \| Pallaviciniales \| \| \| \| \| \| Fossombroniales \| \| \| \| |
|  |                                                                     |
|  | Pallaviciniales                                                     |
|  |                                                                     |
|  | Fossombroniales                                                     |
|  |                                                                     |

|  | Pallaviciniales |
|  |                 |
|  | Fossombroniales |
|  |                 |

|  | Porellales                                                      |
|  |                                                                 |
|  | \| \| Ptilidiales \| \| \| \| \| \| Jungermanniales \| \| \| \| |
|  |                                                                 |
|  | Ptilidiales                                                     |
|  |                                                                 |
|  | Jungermanniales                                                 |
|  |                                                                 |

|  | Ptilidiales     |
|  |                 |
|  | Jungermanniales |
|  |                 |

|  | Metzgeriales |
|  |              |
|  | Pleuroziales |
|  |              |

|  | Porellales                                                      |
|  |                                                                 |
|  | \| \| Ptilidiales \| \| \| \| \| \| Jungermanniales \| \| \| \| |
|  |                                                                 |
|  | Ptilidiales                                                     |
|  |                                                                 |
|  | Jungermanniales                                                 |
|  |                                                                 |

|  | Ptilidiales     |
|  |                 |
|  | Jungermanniales |
|  |                 |

|  | Metzgeriales |
|  |              |
|  | Pleuroziales |
|  |              |

|  | Pelliales                                                           |
|  |                                                                     |
|  | \| \| Pallaviciniales \| \| \| \| \| \| Fossombroniales \| \| \| \| |
|  |                                                                     |
|  | Pallaviciniales                                                     |
|  |                                                                     |
|  | Fossombroniales                                                     |
|  |                                                                     |

|  | Pallaviciniales |
|  |                 |
|  | Fossombroniales |
|  |                 |

|  | Porellales                                                      |
|  |                                                                 |
|  | \| \| Ptilidiales \| \| \| \| \| \| Jungermanniales \| \| \| \| |
|  |                                                                 |
|  | Ptilidiales                                                     |
|  |                                                                 |
|  | Jungermanniales                                                 |
|  |                                                                 |

|  | Ptilidiales     |
|  |                 |
|  | Jungermanniales |
|  |                 |

|  | Metzgeriales |
|  |              |
|  | Pleuroziales |
|  |              |

|  | Porellales                                                      |
|  |                                                                 |
|  | \| \| Ptilidiales \| \| \| \| \| \| Jungermanniales \| \| \| \| |
|  |                                                                 |
|  | Ptilidiales                                                     |
|  |                                                                 |
|  | Jungermanniales                                                 |
|  |                                                                 |

|  | Ptilidiales     |
|  |                 |
|  | Jungermanniales |
|  |                 |

|  | Metzgeriales |
|  |              |
|  | Pleuroziales |
|  |              |

| Haplomitriopsida | \| \| Haplomitriales \| \| \| \| \| \| Treubiales \| \| \| \| |
|                  | \| \| Haplomitriales \| \| \| \| \| \| Treubiales \| \| \| \| |
|                  | Haplomitriales                                                |
|                  |                                                               |
|                  | Treubiales                                                    |
|                  |                                                               |

|  | Haplomitriales |
|  |                |
|  | Treubiales     |
|  |                |

|  | Sphaerocarpales                                                |
|  |                                                                |
|  | \| \| Lunulariales \| \| \| \| \| \| Marchantiales \| \| \| \| |
|  |                                                                |
|  | Lunulariales                                                   |
|  |                                                                |
|  | Marchantiales                                                  |
|  |                                                                |

|  | Lunulariales  |
|  |               |
|  | Marchantiales |
|  |               |

|  | Sphaerocarpales                                                |
|  |                                                                |
|  | \| \| Lunulariales \| \| \| \| \| \| Marchantiales \| \| \| \| |
|  |                                                                |
|  | Lunulariales                                                   |
|  |                                                                |
|  | Marchantiales                                                  |
|  |                                                                |

|  | Lunulariales  |
|  |               |
|  | Marchantiales |
|  |               |

|  | Sphaerocarpales                                                |
|  |                                                                |
|  | \| \| Lunulariales \| \| \| \| \| \| Marchantiales \| \| \| \| |
|  |                                                                |
|  | Lunulariales                                                   |
|  |                                                                |
|  | Marchantiales                                                  |
|  |                                                                |

|  | Lunulariales  |
|  |               |
|  | Marchantiales |
|  |               |

|  | Sphaerocarpales                                                |
|  |                                                                |
|  | \| \| Lunulariales \| \| \| \| \| \| Marchantiales \| \| \| \| |
|  |                                                                |
|  | Lunulariales                                                   |
|  |                                                                |
|  | Marchantiales                                                  |
|  |                                                                |

|  | Lunulariales  |
|  |               |
|  | Marchantiales |
|  |               |

|  | Pelliales                                                           |
|  |                                                                     |
|  | \| \| Pallaviciniales \| \| \| \| \| \| Fossombroniales \| \| \| \| |
|  |                                                                     |
|  | Pallaviciniales                                                     |
|  |                                                                     |
|  | Fossombroniales                                                     |
|  |                                                                     |

|  | Pallaviciniales |
|  |                 |
|  | Fossombroniales |
|  |                 |

|  | Porellales                                                      |
|  |                                                                 |
|  | \| \| Ptilidiales \| \| \| \| \| \| Jungermanniales \| \| \| \| |
|  |                                                                 |
|  | Ptilidiales                                                     |
|  |                                                                 |
|  | Jungermanniales                                                 |
|  |                                                                 |

|  | Ptilidiales     |
|  |                 |
|  | Jungermanniales |
|  |                 |

|  | Metzgeriales |
|  |              |
|  | Pleuroziales |
|  |              |

|  | Porellales                                                      |
|  |                                                                 |
|  | \| \| Ptilidiales \| \| \| \| \| \| Jungermanniales \| \| \| \| |
|  |                                                                 |
|  | Ptilidiales                                                     |
|  |                                                                 |
|  | Jungermanniales                                                 |
|  |                                                                 |

|  | Ptilidiales     |
|  |                 |
|  | Jungermanniales |
|  |                 |

|  | Metzgeriales |
|  |              |
|  | Pleuroziales |
|  |              |

|  | Pelliales                                                           |
|  |                                                                     |
|  | \| \| Pallaviciniales \| \| \| \| \| \| Fossombroniales \| \| \| \| |
|  |                                                                     |
|  | Pallaviciniales                                                     |
|  |                                                                     |
|  | Fossombroniales                                                     |
|  |                                                                     |

|  | Pallaviciniales |
|  |                 |
|  | Fossombroniales |
|  |                 |

|  | Porellales                                                      |
|  |                                                                 |
|  | \| \| Ptilidiales \| \| \| \| \| \| Jungermanniales \| \| \| \| |
|  |                                                                 |
|  | Ptilidiales                                                     |
|  |                                                                 |
|  | Jungermanniales                                                 |
|  |                                                                 |

|  | Ptilidiales     |
|  |                 |
|  | Jungermanniales |
|  |                 |

|  | Metzgeriales |
|  |              |
|  | Pleuroziales |
|  |              |

|  | Porellales                                                      |
|  |                                                                 |
|  | \| \| Ptilidiales \| \| \| \| \| \| Jungermanniales \| \| \| \| |
|  |                                                                 |
|  | Ptilidiales                                                     |
|  |                                                                 |
|  | Jungermanniales                                                 |
|  |                                                                 |

|  | Ptilidiales     |
|  |                 |
|  | Jungermanniales |
|  |                 |

|  | Metzgeriales |
|  |              |
|  | Pleuroziales |
|  |              |

|  | Sphaerocarpales                                                |
|  |                                                                |
|  | \| \| Lunulariales \| \| \| \| \| \| Marchantiales \| \| \| \| |
|  |                                                                |
|  | Lunulariales                                                   |
|  |                                                                |
|  | Marchantiales                                                  |
|  |                                                                |

|  | Lunulariales  |
|  |               |
|  | Marchantiales |
|  |               |

|  | Sphaerocarpales                                                |
|  |                                                                |
|  | \| \| Lunulariales \| \| \| \| \| \| Marchantiales \| \| \| \| |
|  |                                                                |
|  | Lunulariales                                                   |
|  |                                                                |
|  | Marchantiales                                                  |
|  |                                                                |

|  | Lunulariales  |
|  |               |
|  | Marchantiales |
|  |               |

|  | Sphaerocarpales                                                |
|  |                                                                |
|  | \| \| Lunulariales \| \| \| \| \| \| Marchantiales \| \| \| \| |
|  |                                                                |
|  | Lunulariales                                                   |
|  |                                                                |
|  | Marchantiales                                                  |
|  |                                                                |

|  | Lunulariales  |
|  |               |
|  | Marchantiales |
|  |               |

|  | Sphaerocarpales                                                |
|  |                                                                |
|  | \| \| Lunulariales \| \| \| \| \| \| Marchantiales \| \| \| \| |
|  |                                                                |
|  | Lunulariales                                                   |
|  |                                                                |
|  | Marchantiales                                                  |
|  |                                                                |

|  | Lunulariales  |
|  |               |
|  | Marchantiales |
|  |               |

|  | Pelliales                                                           |
|  |                                                                     |
|  | \| \| Pallaviciniales \| \| \| \| \| \| Fossombroniales \| \| \| \| |
|  |                                                                     |
|  | Pallaviciniales                                                     |
|  |                                                                     |
|  | Fossombroniales                                                     |
|  |                                                                     |

|  | Pallaviciniales |
|  |                 |
|  | Fossombroniales |
|  |                 |

|  | Porellales                                                      |
|  |                                                                 |
|  | \| \| Ptilidiales \| \| \| \| \| \| Jungermanniales \| \| \| \| |
|  |                                                                 |
|  | Ptilidiales                                                     |
|  |                                                                 |
|  | Jungermanniales                                                 |
|  |                                                                 |

|  | Ptilidiales     |
|  |                 |
|  | Jungermanniales |
|  |                 |

|  | Metzgeriales |
|  |              |
|  | Pleuroziales |
|  |              |

|  | Porellales                                                      |
|  |                                                                 |
|  | \| \| Ptilidiales \| \| \| \| \| \| Jungermanniales \| \| \| \| |
|  |                                                                 |
|  | Ptilidiales                                                     |
|  |                                                                 |
|  | Jungermanniales                                                 |
|  |                                                                 |

|  | Ptilidiales     |
|  |                 |
|  | Jungermanniales |
|  |                 |

|  | Metzgeriales |
|  |              |
|  | Pleuroziales |
|  |              |

|  | Pelliales                                                           |
|  |                                                                     |
|  | \| \| Pallaviciniales \| \| \| \| \| \| Fossombroniales \| \| \| \| |
|  |                                                                     |
|  | Pallaviciniales                                                     |
|  |                                                                     |
|  | Fossombroniales                                                     |
|  |                                                                     |

|  | Pallaviciniales |
|  |                 |
|  | Fossombroniales |
|  |                 |

|  | Porellales                                                      |
|  |                                                                 |
|  | \| \| Ptilidiales \| \| \| \| \| \| Jungermanniales \| \| \| \| |
|  |                                                                 |
|  | Ptilidiales                                                     |
|  |                                                                 |
|  | Jungermanniales                                                 |
|  |                                                                 |

|  | Ptilidiales     |
|  |                 |
|  | Jungermanniales |
|  |                 |

|  | Metzgeriales |
|  |              |
|  | Pleuroziales |
|  |              |

|  | Porellales                                                      |
|  |                                                                 |
|  | \| \| Ptilidiales \| \| \| \| \| \| Jungermanniales \| \| \| \| |
|  |                                                                 |
|  | Ptilidiales                                                     |
|  |                                                                 |
|  | Jungermanniales                                                 |
|  |                                                                 |

|  | Ptilidiales     |
|  |                 |
|  | Jungermanniales |
|  |                 |

|  | Metzgeriales |
|  |              |
|  | Pleuroziales |
|  |              |

| Haplomitriopsida | \| \| Haplomitriales \| \| \| \| \| \| Treubiales \| \| \| \| |
|                  | \| \| Haplomitriales \| \| \| \| \| \| Treubiales \| \| \| \| |
|                  | Haplomitriales                                                |
|                  |                                                               |
|                  | Treubiales                                                    |
|                  |                                                               |

|  | Haplomitriales |
|  |                |
|  | Treubiales     |
|  |                |

|  | Sphaerocarpales                                                |
|  |                                                                |
|  | \| \| Lunulariales \| \| \| \| \| \| Marchantiales \| \| \| \| |
|  |                                                                |
|  | Lunulariales                                                   |
|  |                                                                |
|  | Marchantiales                                                  |
|  |                                                                |

|  | Lunulariales  |
|  |               |
|  | Marchantiales |
|  |               |

|  | Sphaerocarpales                                                |
|  |                                                                |
|  | \| \| Lunulariales \| \| \| \| \| \| Marchantiales \| \| \| \| |
|  |                                                                |
|  | Lunulariales                                                   |
|  |                                                                |
|  | Marchantiales                                                  |
|  |                                                                |

|  | Lunulariales  |
|  |               |
|  | Marchantiales |
|  |               |

|  | Sphaerocarpales                                                |
|  |                                                                |
|  | \| \| Lunulariales \| \| \| \| \| \| Marchantiales \| \| \| \| |
|  |                                                                |
|  | Lunulariales                                                   |
|  |                                                                |
|  | Marchantiales                                                  |
|  |                                                                |

|  | Lunulariales  |
|  |               |
|  | Marchantiales |
|  |               |

|  | Sphaerocarpales                                                |
|  |                                                                |
|  | \| \| Lunulariales \| \| \| \| \| \| Marchantiales \| \| \| \| |
|  |                                                                |
|  | Lunulariales                                                   |
|  |                                                                |
|  | Marchantiales                                                  |
|  |                                                                |

|  | Lunulariales  |
|  |               |
|  | Marchantiales |
|  |               |

|  | Pelliales                                                           |
|  |                                                                     |
|  | \| \| Pallaviciniales \| \| \| \| \| \| Fossombroniales \| \| \| \| |
|  |                                                                     |
|  | Pallaviciniales                                                     |
|  |                                                                     |
|  | Fossombroniales                                                     |
|  |                                                                     |

|  | Pallaviciniales |
|  |                 |
|  | Fossombroniales |
|  |                 |

|  | Porellales                                                      |
|  |                                                                 |
|  | \| \| Ptilidiales \| \| \| \| \| \| Jungermanniales \| \| \| \| |
|  |                                                                 |
|  | Ptilidiales                                                     |
|  |                                                                 |
|  | Jungermanniales                                                 |
|  |                                                                 |

|  | Ptilidiales     |
|  |                 |
|  | Jungermanniales |
|  |                 |

|  | Metzgeriales |
|  |              |
|  | Pleuroziales |
|  |              |

|  | Porellales                                                      |
|  |                                                                 |
|  | \| \| Ptilidiales \| \| \| \| \| \| Jungermanniales \| \| \| \| |
|  |                                                                 |
|  | Ptilidiales                                                     |
|  |                                                                 |
|  | Jungermanniales                                                 |
|  |                                                                 |

|  | Ptilidiales     |
|  |                 |
|  | Jungermanniales |
|  |                 |

|  | Metzgeriales |
|  |              |
|  | Pleuroziales |
|  |              |

|  | Pelliales                                                           |
|  |                                                                     |
|  | \| \| Pallaviciniales \| \| \| \| \| \| Fossombroniales \| \| \| \| |
|  |                                                                     |
|  | Pallaviciniales                                                     |
|  |                                                                     |
|  | Fossombroniales                                                     |
|  |                                                                     |

|  | Pallaviciniales |
|  |                 |
|  | Fossombroniales |
|  |                 |

|  | Porellales                                                      |
|  |                                                                 |
|  | \| \| Ptilidiales \| \| \| \| \| \| Jungermanniales \| \| \| \| |
|  |                                                                 |
|  | Ptilidiales                                                     |
|  |                                                                 |
|  | Jungermanniales                                                 |
|  |                                                                 |

|  | Ptilidiales     |
|  |                 |
|  | Jungermanniales |
|  |                 |

|  | Metzgeriales |
|  |              |
|  | Pleuroziales |
|  |              |

|  | Porellales                                                      |
|  |                                                                 |
|  | \| \| Ptilidiales \| \| \| \| \| \| Jungermanniales \| \| \| \| |
|  |                                                                 |
|  | Ptilidiales                                                     |
|  |                                                                 |
|  | Jungermanniales                                                 |
|  |                                                                 |

|  | Ptilidiales     |
|  |                 |
|  | Jungermanniales |
|  |                 |

|  | Metzgeriales |
|  |              |
|  | Pleuroziales |
|  |              |

|  | Sphaerocarpales                                                |
|  |                                                                |
|  | \| \| Lunulariales \| \| \| \| \| \| Marchantiales \| \| \| \| |
|  |                                                                |
|  | Lunulariales                                                   |
|  |                                                                |
|  | Marchantiales                                                  |
|  |                                                                |

|  | Lunulariales  |
|  |               |
|  | Marchantiales |
|  |               |

|  | Sphaerocarpales                                                |
|  |                                                                |
|  | \| \| Lunulariales \| \| \| \| \| \| Marchantiales \| \| \| \| |
|  |                                                                |
|  | Lunulariales                                                   |
|  |                                                                |
|  | Marchantiales                                                  |
|  |                                                                |

|  | Lunulariales  |
|  |               |
|  | Marchantiales |
|  |               |

|  | Sphaerocarpales                                                |
|  |                                                                |
|  | \| \| Lunulariales \| \| \| \| \| \| Marchantiales \| \| \| \| |
|  |                                                                |
|  | Lunulariales                                                   |
|  |                                                                |
|  | Marchantiales                                                  |
|  |                                                                |

|  | Lunulariales  |
|  |               |
|  | Marchantiales |
|  |               |

|  | Sphaerocarpales                                                |
|  |                                                                |
|  | \| \| Lunulariales \| \| \| \| \| \| Marchantiales \| \| \| \| |
|  |                                                                |
|  | Lunulariales                                                   |
|  |                                                                |
|  | Marchantiales                                                  |
|  |                                                                |

|  | Lunulariales  |
|  |               |
|  | Marchantiales |
|  |               |

|  | Pelliales                                                           |
|  |                                                                     |
|  | \| \| Pallaviciniales \| \| \| \| \| \| Fossombroniales \| \| \| \| |
|  |                                                                     |
|  | Pallaviciniales                                                     |
|  |                                                                     |
|  | Fossombroniales                                                     |
|  |                                                                     |

|  | Pallaviciniales |
|  |                 |
|  | Fossombroniales |
|  |                 |

|  | Porellales                                                      |
|  |                                                                 |
|  | \| \| Ptilidiales \| \| \| \| \| \| Jungermanniales \| \| \| \| |
|  |                                                                 |
|  | Ptilidiales                                                     |
|  |                                                                 |
|  | Jungermanniales                                                 |
|  |                                                                 |

|  | Ptilidiales     |
|  |                 |
|  | Jungermanniales |
|  |                 |

|  | Metzgeriales |
|  |              |
|  | Pleuroziales |
|  |              |

|  | Porellales                                                      |
|  |                                                                 |
|  | \| \| Ptilidiales \| \| \| \| \| \| Jungermanniales \| \| \| \| |
|  |                                                                 |
|  | Ptilidiales                                                     |
|  |                                                                 |
|  | Jungermanniales                                                 |
|  |                                                                 |

|  | Ptilidiales     |
|  |                 |
|  | Jungermanniales |
|  |                 |

|  | Metzgeriales |
|  |              |
|  | Pleuroziales |
|  |              |

|  | Pelliales                                                           |
|  |                                                                     |
|  | \| \| Pallaviciniales \| \| \| \| \| \| Fossombroniales \| \| \| \| |
|  |                                                                     |
|  | Pallaviciniales                                                     |
|  |                                                                     |
|  | Fossombroniales                                                     |
|  |                                                                     |

|  | Pallaviciniales |
|  |                 |
|  | Fossombroniales |
|  |                 |

|  | Porellales                                                      |
|  |                                                                 |
|  | \| \| Ptilidiales \| \| \| \| \| \| Jungermanniales \| \| \| \| |
|  |                                                                 |
|  | Ptilidiales                                                     |
|  |                                                                 |
|  | Jungermanniales                                                 |
|  |                                                                 |

|  | Ptilidiales     |
|  |                 |
|  | Jungermanniales |
|  |                 |

|  | Metzgeriales |
|  |              |
|  | Pleuroziales |
|  |              |

|  | Porellales                                                      |
|  |                                                                 |
|  | \| \| Ptilidiales \| \| \| \| \| \| Jungermanniales \| \| \| \| |
|  |                                                                 |
|  | Ptilidiales                                                     |
|  |                                                                 |
|  | Jungermanniales                                                 |
|  |                                                                 |

|  | Ptilidiales     |
|  |                 |
|  | Jungermanniales |
|  |                 |

|  | Metzgeriales |
|  |              |
|  | Pleuroziales |
|  |              |

## Sự quan trọng về kinh tế
Trong thời cổ đại, người ta tin rằng rêu tản chữa khỏi bệnh gan như tên gọi của nó (liverworts). Trong tiếng Anh cổ, liverwort nghĩa là cỏ gan. Điều này có lẽ bắt nguồn từ sự xuất hiện của một số loài rêu á tản (giống như lá gan), và từ đó mà có tên thông dụng của nhóm hepatics, trong tiếng Latin là hēpaticus nghĩa là "thuộc về gan". Trong tiếng Anh thì chi thực vật có hoa không liên quan là Hepatica đôi khi được gọi là liverwort do nó cũng từng được sử dụng để trị bệnh gan. Mối quan hệ cổ xưa của dạng thực vật này với chức năng trị bệnh dựa vào Giáo điều dấu hiệu.
Rêu tản có ít độ quan trọng trực tiếp về kinh tế ngày nay. Ảnh hưởng lớn nhất của chúng về mặt gián tiếp là làm giảm xói mòn dọc theo bờ các con sông, chúng thu và giữ nước trong các rừng mưa nhiệt đới, và sự hình thành lớp đất mặt trong các vùng sa mạc và vùng cực. Tuy nhiên, một ít loài được con người sử dụng trực tiếp. Một số ít khác như Riccia fluitans là loài rêu nước được nuôi trong các bể cá. Cành mảnh, mỏng của chúng nổi trên mặt trước và cung cấp môi trường sống cho các loài không xương sống và các loài cá ăn chúng.

## Hình ảnh
Một vài hình ảnh về cấu trúc và đa dạng của rêu tản:

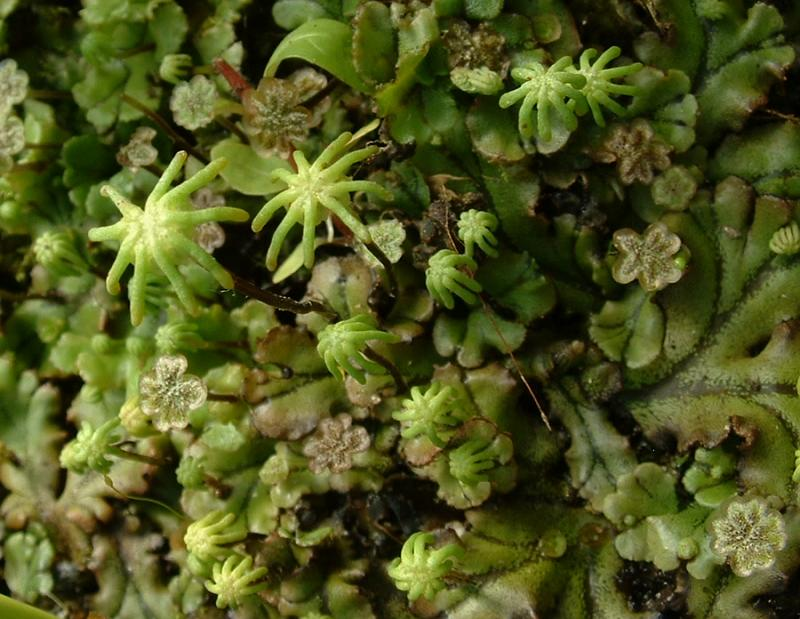
Marchantia polymorpha.
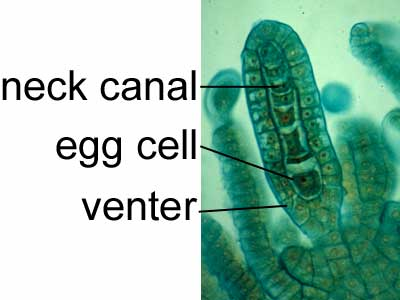
Túi giao tử cái của Porella.
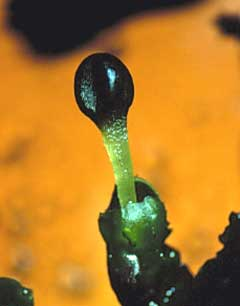
Thể bào tử xuất hiện từ túi giao tử cái.
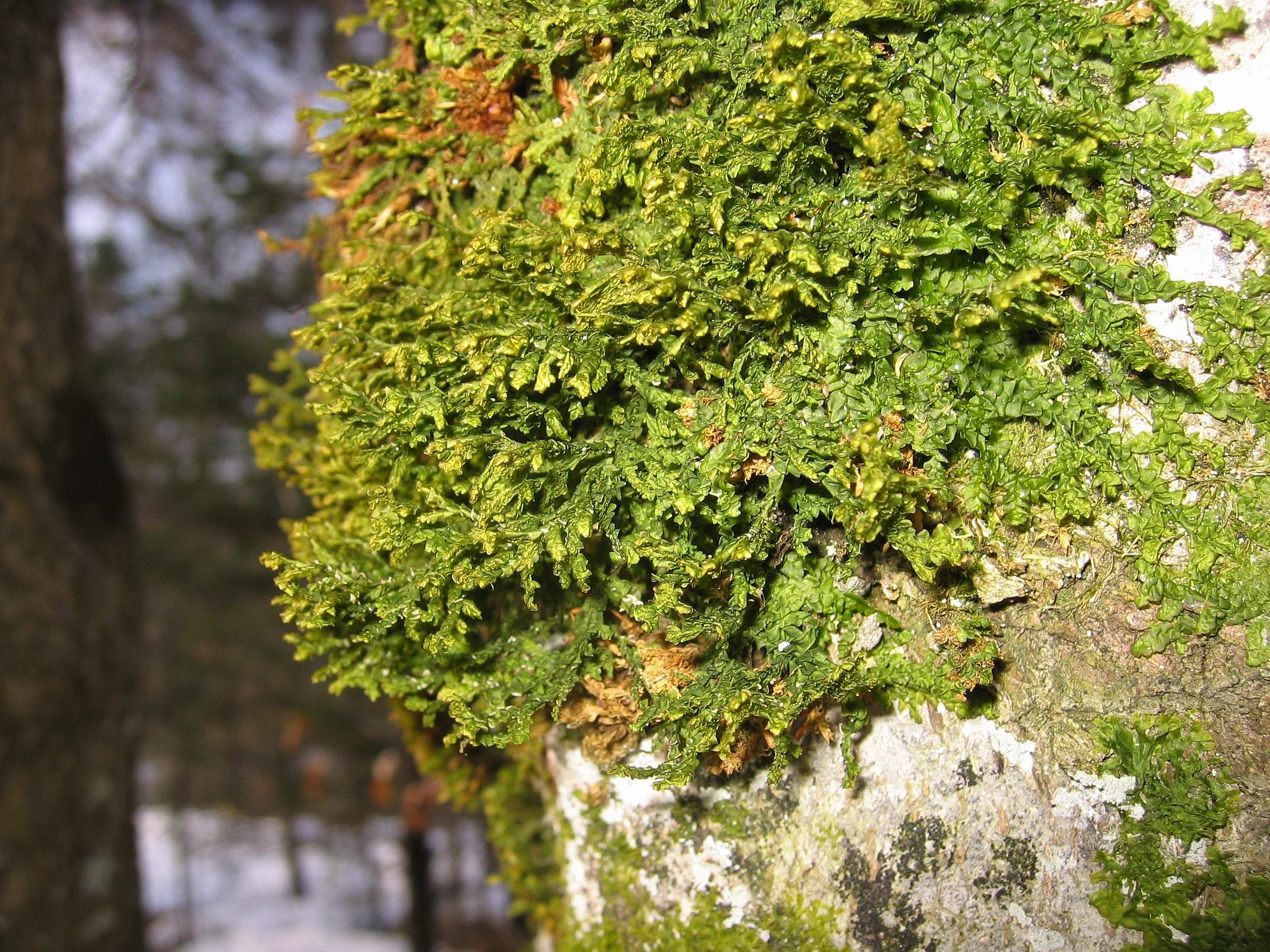
Cụm Porella platyphylla mọc trên cây.
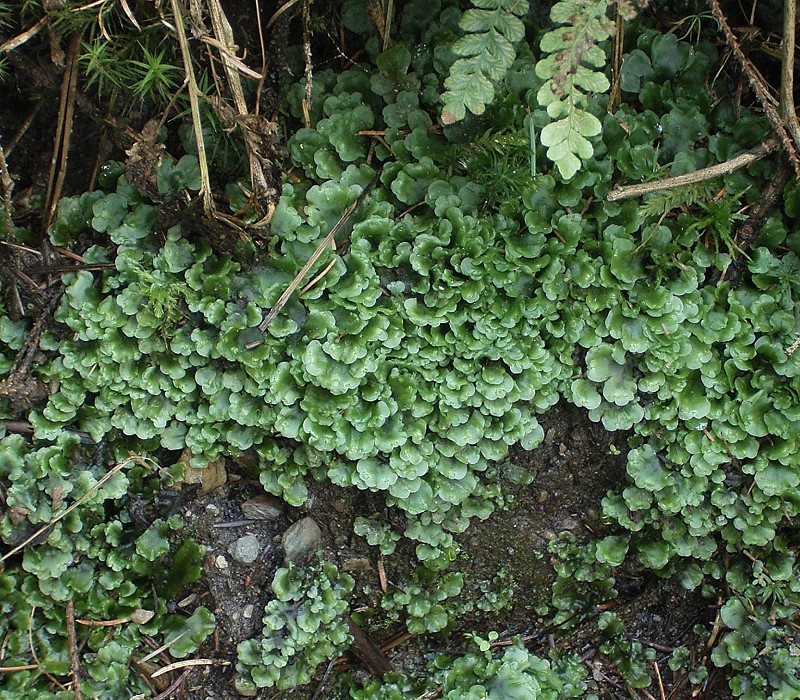
Pellia epiphylla mọc trên đất ẩm.
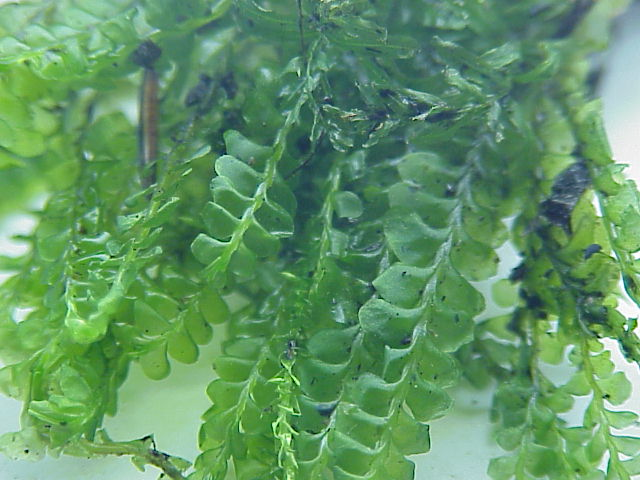
Plagiochila asplenioides, một loài địa tiền lá.
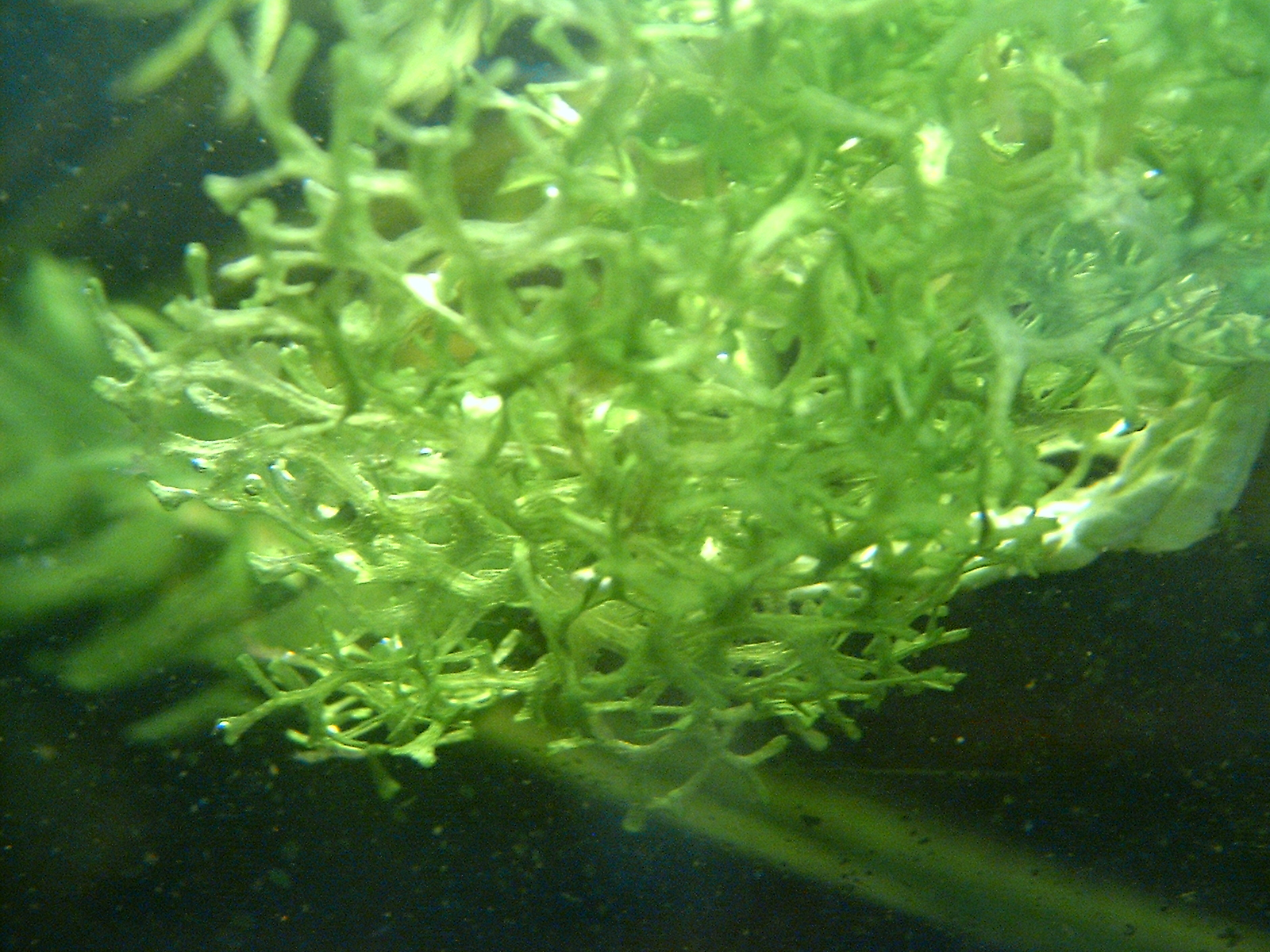
Riccia fluitans, một loài rêu tản.
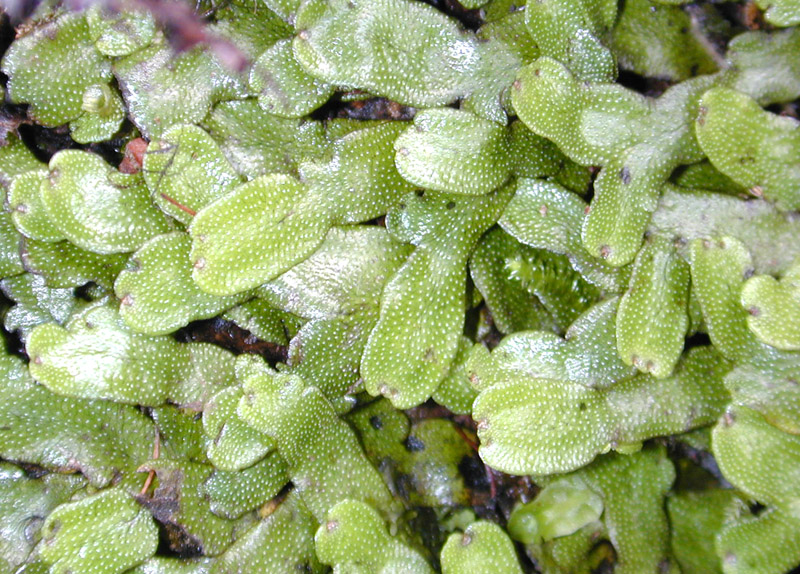
Conocephalum conicum, loài rêu tản lớn.